# Anatol (Kamienski)
Anatol, imię świeckie Aleksiej Wasiljewicz Kamienski (ur. 21 września?/3 października 1863 w eparchii samarskiej, zm. 20 września 1925 w Omsku) – rosyjski biskup prawosławny.

## Życiorys
W 1888 ukończył seminarium duchowne w Samarze i został 6 sierpnia wyświęcony na kapłana jako mężczyzna żonaty, a następnie przydzielony do służby w cerkwi we wsi Chiłkowo w eparchii samarskiej. W 1895 ukończył wyższe studia teologiczne w Petersburskiej Akademii Duchownej. 26 sierpnia tego samego roku złożył wieczyste śluby mnisze przed biskupem symbirskim Nikandrem. Został skierowany do pracy duszpasterskiej w ramach rosyjskiej misji prawosławnej w Ameryce, jako proboszcz parafii przy soborze św. Michała Archanioła w Sitce, dziekan dekanatu Sitka i nadzorca szkoły misjonarzy. W 1897 otrzymał godność archimandryty. Od 1898 zamieszkiwał w domu biskupim w San Francisco, siedzibie biskupów Aleutów i Alaski. Od 1899 do 1903 kierował szkołą misyjną w Minneapolis.
W 1903 wrócił do Rosji i objął stanowisko rektora seminarium duchownego w Odessie. W mieście tym działał w organizacjach monarchistycznych, zasiadając w ich gremiach kierowniczych. 10 grudnia 1906 miała miejsce jego chirotonia na biskupa jelizawietgradzkiego, wikariusza eparchii chersońskiej. Jako konsekratorzy wzięli w niej udział metropolita petersburski i ładoski Antoni, metropolita moskiewski Włodzimierz, metropolita kijowski Flawian oraz inni hierarchowie. W 1914 objął katedrę tomską i ałtajską. Od 1912 członek prezydium Związku Narodu Rosyjskiego.
Zasiadał w IV Dumie Państwowej. Działał w Galicyjsko-Russkim Towarzystwie Dobroczynnym. Był również uczestnikiem Soboru Lokalnego Rosyjskiego Kościoła Prawosławnego w latach 1917–1918. Współtworzył Drużyny Świętego Krzyża walczące w siłach Białych pod komendą adm. Aleksandra Kołczaka. W 1922 został aresztowany i skazany na rozstrzelanie, jednak do jego egzekucji nie doszło.
Od 1923 do 1924 był biskupem irkuckim, jednak zamieszkiwał stale w Omsku, razem z miejscowym biskupem Wiktorem. Zmarł w czasie nabożeństwa w 1925.